# Marcantonio Majoragio
Marcantonio Majoragio dit Majoragius, est un savant du XVIe siècle, né Antonio Maria Conti en 1514 à Majoragio, dans le Milanais (d'où le nom qu'il adopta), mort en 1555.

## Biographie
Marcantonio Majoragio fut nommé à 26 ans professeur d'éloquence à Milan, et se fit admirer par l'élégance de sa latinité. Il a laissé des commentaires estimés sur Cicéron et sur Virgile, ainsi que des poésies et des harangues latines (Leipzig, 1628). Il eut de violents démêlés avec Nizolius au sujet des Paradoxes de Cicéron, qu'il avait critiqués sévèrement,,.

## Œuvres
Majoragio a produit ce qui suit :
- Un ouvrage en 1546, critique de  Paradoxa Stoicorum.
- Un commentaire en 1547 sur Rhétorique d'Aristote.
- Un commentaire en 1552 sur Orator ad Brutum de Cicéron.
- Un commentaire sur le premier livre du De Oratore de Cicéron, publié en 1587.
- De eloquentia, en ligne.

## Source
Cet article comprend des extraits du Dictionnaire Bouillet. Il est possible de supprimer cette indication, si le texte reflète le savoir actuel sur ce thème, si les sources sont citées, s'il satisfait aux exigences linguistiques actuelles et s'il ne contient pas de propos qui vont à l'encontre des règles de neutralité de Wikipédia.